# Alejandro Berruti
Alejandro Berruti ( Córdoba, Argentina, 6 de julio de 1888-Buenos Aires, ídem, 31 de agosto de 1964, cuyo nombre completo era Alejandro Eugenio Berruti, fue un dramaturgo a quien se considera “uno de los grandes autores argentinos”.

## Actividad profesional
Fue a vivir a Rosario y en 1912 presentó en el Teatro Politeama el sainete Cosas de la vida por la compañía Gómez-Arellano. En 1914 estrenó la comedia La gran Conflagración, que trataba con comicidad las repercusiones de la Primera Guerra Mundial en un país que, como Argentina, tenía una gran porción de la población que había emigrado de los más diversos países. En 1920 obtuvo muy buena repercusión con Madre Tierra, estrenada el 16 de noviembre por la compañía de Matilde Rivera y Enrique de Rosas, una obra testimonial muy importante, encuadrada en el llamado teatro de tesis, una forma de teatro que apareció durante el siglo XIX dentro del movimiento artístico denominado realismo artístico y, más específicamente, como parte de la literatura del realismo una postura estética o de teoría del arte que identifica arte y realidad que surgió como reacción contra el romanticismo. Un rasgo característico de la obra de tesis es que utiliza debates entre personajes que en el escenario representan puntos de vista en conf!icto dentro de un contexto social realista, para tratar mediante ellos temas sociales problemáticos.
Ya radicado en Buenos Aires, su sainete Concurso de belleza fue estrenado por la compañía Muiño-Alippi en tanto que la de Roberto Casaux le representó Papá Bonini (1922) y El amigo Kraus (1924) y la de César Ratti, Viejo lindo y Qué noche de bodas. Por otra parte, La yunta brava (1923) con música de Arturo De Bassi (1923) fue representada por un elenco en el que se encontraban Enrique Muiño y Totón Podestá.
Otro de sus buenos sainetes fue Música barata, que le estrenaran los hermanos Ratti en el Teatro Apolo y dentro del género chico es relevante su farsa Tres personajes a la pesca de un autor (1927), también estrenada por los Ratti, en la que proporciona una visión del sainete, mediante personajes que durante un ensayo teatral critican su libreto, las fórmulas usadas realizar los sainete y las mismas características del género en tanto exponen su crítica –e incluso una suerte de autocrítica-  los elementos constitutivos de las puestas en escena, las atribuciones y libertades de los actores, el comportamiento de las estrellas de las compañías y,  en definitiva,  la automatización del género y el desgaste que se estaba produciendo en ese momento. La trama incluye la presencia en el escenario de tres personas que interpelan al actor por considerar que los personajes de la pieza están imitando sus vidas verdaderas y así Don Pascual, uno de ellos, le dice:

"¡Cómo no va a ser fácil escribir una obra así!...de ese modo, el autor no pone nada suyo...copia a un sastre italiano como yo, copia al tendero de enfrente que es gallego, al vigilante de la esquina que es cordobés, a un chofer catalán; juntan a todos en un cafetín para que discutan entre ellos y hacen un sainete. El público no se ríe por la gracia que pone el autor, se ríe de la manera que hablamos nosotros, de nuestra caricatura..."

En noviembre de 1931 en el Teatro Comedia la compañía de Olinda Bozán estrenó Cuidadocon las bonitas en la cual apenas comenzado un sainete en el escenario, un espectador lo interrumpe e interpela al autor allí presente afirmando que la pieza es la misma que fuera estrenada miles de veces y de ese diálogo surge una comedia con los mismos personajes del sainete.
Presidió la entidad Argentores entre 1947 y 1949 y dirigió la biblioteca y el boletín de la entidad desde 1950. Además de asesorar a diversas compañías de teatro, Berruti fue Administrador del Teatro Nacional Cervantes llevado por Antonio Cunill Cabanellas cuando fue nombrado su director en momentos en que Matías Sánchez Sorondo presidía la Comisión Nacional de Cultura. También actuó en ambientes deportivos y llegó a ser presidente de la Liga Rosarina de Fútbol y ocupó el sillón n° 21 de la Academia Porteña del Lunfardo desde el 21 de diciembre de 1963 hasta su fallecimiento.
Murió en Buenos Aires el 31 de agosto de 1964.

## Obras
Algunas de las obras de Alejndro Berruti son:
- La yunta brava
- Que noche de bodas!
- Chacarero criollo
- Concurso de belleza-
- Cuidado con las bonitas
- El rival de Valentino
- Historietas de Don Alejandro
- Ku Klux Klan
- La mejor doctrina
- La sorpresa
- La suprema ley
- Les llegó su San Martín
- Madre tierra
- Milonga
- Pinta brava!
- Sanatorio modelo
- Tres personajes a la pesca de un autor
- Un minuto de alegria
- Viejo Lindo!
- Quien tuviera veinte años!
- Musica barata
- Detrás de cada puerta (en colaboración con José González Castillo y Pedro E. Pico)
- El pavo de la boda (en colaboración con José González Castillo, Camilo Darthés, Carlos Damel  y Pedro E. Pico)
- Papá Bonini
- El camino del infierno en colaboración con José  González Castillo
- Mañana será otro día (en colaboración con José  González Castillo y Alberto Vacarezza)